# Liste de festivals de cinéma en France
Liste de festivals de cinéma se déroulant en France.
Pour les courts métrages, voir spécifiquement la Liste de festivals de courts métrages en France.
La question de la validité des classements est soulevée sur la page consacrée aux festivals de cinéma.

## A - F
- Adaptations : Festival de cinéma Adaptations à Cholet (49), Pays-de-la-Loire.
- Abbeville :
  - Festival de l'oiseau et de la nature
  - Semaine du cinéma britannique d'Abbeville
  - Rencontres du Cinéma Britannique d'Abbeville
- Agde : Festival du film d'Agde - Les Héraults du cinéma
- Aix-les-Bains :    Festival du cinéma français & gastronomie
- Ajaccio :
  - Corsicadoc : Festival international du documentaire d'Ajaccio
  - Festival du film anglais et irlandais d'Ajaccio
  - Festival Passion Cinéma & Soirée Montagne
- Albert : Festival international du film animalier
- Albi : Festival du film français d'Albi, Les Œillades
- Alès : Festival Cinéma d'Alès Itinérances
- Alpe d'Huez : Festival international du film de comédie de l'Alpe d'Huez
- Alsace : Augenblick, festival du cinéma en langue allemande
- Altkirch : Festival international du film d'Altkirch
- Ambérieu : Ciné Festival
- Amiens :
  - Festival international du film d'Amiens
  - Festival du film d'archéologie d'Amiens
- Anères : Festival cinéma muet et piano parlant d'Anères
- Angers :
  - Premiers plans
  - Festival cinémas d'Afrique, festival biennal
- Anglet : Festival international court métrage (Fifava)
- Angoulême : 
  - Festival du film francophone
  - Festival International du Film Court d'Angoulême (FIFCA)
- Annecy :
  - Festival international du film d'animation d'Annecy
  - Festival du film italien d'Annecy
- Annonay : Festival international du premier film
- Apt : Festival des cinémas d'Afrique du Pays d'Apt
- Ardèche : Festival d'un jour, projection de films d'animation
- Arles : Rencontre avec les étoiles
- Arras : Arras Film Festival
- Aubagne : Festival international du film d'Aubagne
- Aubenas : Rencontres des cinémas d'Europe
- Auch : Festival de cinéma Indépendance(s) et Création d'Auch
- Audincourt : Bloody week-end
- Autrans : Festival international du film « Montagne et Aventure »
- Avignon : Festival du film d'Avignon / New York
- Auvillar : Etoiles et vieilles bobines - le festival du film en plein air[1],[2]
- Auxerre :
  - Festival international musique et cinéma de l'Yonne
  - Les Petites Bobines - consacré au cinéma pour les plus jeunes
- Avoriaz : Festival international du film fantastique d'Avoriaz (dernière édition en 1993, remplacé par le festival international du film fantastique de Gérardmer)
- Baillargues : Festival du film d'animation de Baillargues
- Bar-sur-Aube : Ciné-festival du pays baralbin
- Bastia:
  - Festival du film méditerranéen Arte Mare
  - Festival du cinéma italien de Bastia
- Bayonne : Festival international du film des droits de l'homme de Bayonne
- Belfort : Festival du film de Belfort - Entrevues
- Beaune : Festival international du film policier de Beaune
- Beaurepaire : Rencontres internationales du cinéma
- Beauvais: Festival du film - Régions d'Europe
- Bègles : Les Nuits magiques, festival de films d'animation

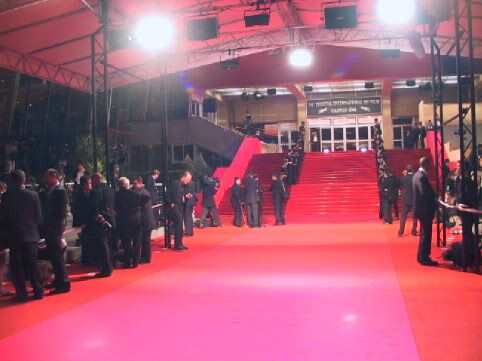
Les célèbres marches du palais des festivals à Cannes

- Belfort : Entrevues, festival national du cinéma des jeunes auteurs
- Besançon :
  - Lumières d'Afrique, festival de films africains
  - Cinewax Festival de cinéma africain en ligne.
  - Festival International du Film d'Achéologie de Besançon
- Béziers : Festival du jeune comédien de cinéma
- Biarritz :
  - Festival du film maudits (1949) puis Les Rendez-vous de Biarritz (1950)
  - Festival des cinémas et cultures d'Amérique latine de Biarritz
  - Fipadoc, festival international documentaire de 9 jours en janvier
- Biscarrosse : Festival de cinéma québécois des grands lacs
- Bordeaux :
  - Festival international de cinéma Cinémascience
  - Festival international du film indépendant de Bordeaux
  - Festival du film de Hong Kong
  - Les Rencontres du cinéma latino-américain
  - Festival européen du court métrage de Bordeaux
  - ICRONOS : Festival international du film d'archéologie de Bordeaux
- Boulogne-Billancourt : Festival international du film de Boulogne Billancourt
- Bourganeuf : Festival Ciné des villes, Ciné des champs, initié par réalisateur Claude Miller et son épouse Annie Miller
- Brest : Festival européen du film court de Brest
- Bressuire : Festival du cinéma autour du handicap (festival annuel créé en 2015 par l'association "Belle, la différence !")
- Brive-la-Gaillarde : Festival du cinéma de Brive, Rencontres internationales du moyen métrage
- Bron : Drôle d'endroit pour des rencontres
- Bruz : Festival national du film d'animation
- Cabourg : Festival du film de Cabourg
- Cahors : Festival Cinédélices
- Cannes :
  - Festival de Cannes
  - Canneseries
  - Cannes Corporate Media & TV Awards
  - Festival du cinéma québécois à Cannes
  - Festival du cinéma chinois à Cannes
  - Festival du cinéma japonais contemporain Kinotayo à Cannes
  - Festival du cinéma israélien à Cannes
  - Festival du cinéma tunisien à Cannes
  - Les Rencontres cinématographiques de Cannes
- Carentan-les-Marais : Festival Les Egaluantes (consacré au cinéma normand)
- Carmaux : Festival du cinéma social et ouvrier
- Carpentras: Festival du cinéma israélien de Carpentras
- Carros : Festival Cinéalma
- Châlons-en-Champagne : Festival War on Screen
- Chalon-sur Saône :  Festival Chefs Op' en lumière
- Chambéry : Festival Ciné-Bala
- Chamonix : Chamonix Film Festival (depuis 2021)
- Chamrousse : Festival du film d'humour de Chamrousse (remplacé par le celui de l'Alpe d'Huez)
- Chantilly : Festival du Cinéma iranien de Chantilly (novembre 2021) coorganisé par l'association Centre Franco-Iranien qui promeut les relations entre la France et l'Iran, la ville de Chantilly et le Domaine de Chantilly-Fondation d'Aumal[3]
- Charleville-Mézières : Festival Les Enfants du cinéma
- Châteauroux : Festival international du film aérien de Châteauroux
- Châtenay-Malabry : Festival Paysages de Cinéastes
- Cherbourg-en-Cotentin : Festival des cinémas d'Irlande et de Grande-Bretagne de Cherbourg-en-Cotentin
- Clermont-Ferrand :
  - Festival du Cercle des Amis du cinéma
  - Festival du film publicitaire automobile
  - Festival international du court-métrage de Clermont-Ferrand
  - Semaine du cinéma hispanique
  - Traces de vies, festival du film documentaire
- Clichy : Festival du film de vacances
- Cognac : Festival du film policier de Cognac (jusqu'en 2008, puis remplacé par celui de Beaune)
- Compiègne : Festival Plurielles[4] (compétition internationale sur le thème de l'inclusion et des femmes au cinéma)
- Contis : Festival de Contis
- Cosne-Cours-sur-Loire : Festival des avant-premières
- Créteil :
  - Festival international de films de femmes de Créteil
  - Festival de création vidéo de l'académie de Créteil
- Deauville :
  - Festival du cinéma américain de Deauville
  - Festival du film asiatique de Deauville
- Decolonial Film Festival
- Dieppe : Festival international du film Canadien,
- Digne-les-Bains : Rencontres cinématographiques
- Dijon :
  - Festival international cinéma et gastronomie de Dijon
  - Festival international du film d'aventure, Les écrans de l'aventure
  - Festival international de court métrage de Dijon, Fenêtres sur courts
- Dinan : Festival Films Courts Dinan
- Dinard : Festival du film britannique de Dinard
- Dole : Festival du film de jeunesse
- Douarnenez : Festival de cinéma de Douarnenez
- Dreux Festival de cinéma Regards d'Ailleurs mars-avril chaque année un pays sa durée est de un mois. 20.000 spectateurs en 2022 plus de 22.000 en 2024. fenetresurfilms@gmail.com  https://regardsdailleurs.org/
- Drôme : Festival d'un jour, projection de films d'animation
- Dunkerque : Festival mondial du film de mer, Les écrans de la mer
- Entraigues-sur-la-Sorgue : Festival international de court-métrage Le choix des Anges
- Essonne : (Cinessone - Festival du cinéma européen en Essonne - dans plusieurs endroits - disparu après l'édition 2015)
- Epernay : EPERLAFF - Epernay Latin Film Festival
- Évreux : Festival du film d'éducation
- Fameck : Festival du film arabe de Fameck
- Foix : Festival de films Résistances
- Frejus Festival du court métrage de Frejus
- Sarlat Festival International du Film Chamanique, des Traditions  et Spiritualités

## G - O
- Gaillac : Festival du cinéma européen
- Gardanne : Festival cinématographique d'automne de Gardanne
- Gindou : Rencontres cinéma de Gindou
- Gironde : Festival international du film des droits de l'homme en Gironde
- Gonfreville l'Orcher : Festival Du grain à démoudre
- Gourin : ED2F - European Drone Film Festival
- Gérardmer :
  - Festival international du film fantastique de Gérardmer (depuis 1994 et à la suite d'Avoriaz)
  - Graines de toiles, films pour jeune public
  - Rencontres du cinéma de Gérardmer
- Granville : Festival Ciné-Débat (créé en 2013)
- Gray :Festival des CinEclectiques (créé en 2019)[5].
- Grenoble :
  - Festival du film court en plein air de Grenoble
  - Festival Ojoloco de cinéma ibérique et latino-américain
  - Rencontre du cinéma italien
  - Festival international du film nature et environnement, organisé par l'association Frapna Isère
  - Festival de cinéma d'ATTAC en Isère
  - Festival du film de résistance
  - Vues d'en face, Festival international du film gay et lesbien de Grenoble
  - Narkolepsy Shortfilms Festival, festival en plein air, organisé par l'association Narkolepsy
  - Justice à l'écran, Festival international du film de justice à Grenoble et en Isère
  - Le Maudit Festival, festival de cinéma alternatif
- Groix : Festival international du film insulaire
- Plusieurs villes en Guadeloupe : Festival régional et international du cinéma de Guadeloupe (FEMI)
- Haute-Savoie : Festival international du film des droits de l'homme en Haute-Savoie
- Hayange : Festival du film européen
- Hendaye : Festival international du film de la mer, Filmar
- Honfleur : Festival du cinéma russe à Honfleur
- Houlgate : Festival du film européen de Houlgate
- L'Alpe d'Huez : Festival international du film de comédie de l'Alpe d'Huez
- Labastide-Rouairoux : Festival du film documentaire Echos d'ici, Echos d'ailleurs, sur les pas de Christophe de Ponfilly
- La Baule-Escoublac : Festival du Cinéma et Musique de Film de la Baule
- La Biolle : Festival du cinéma rural
- La Bourboule : Plein la bobine, festival de cinéma jeune public
- La Ciotat :
  - Festival du premier film francophone
  - La Ciotat berceau du cinéma
  - The Best of Short International Films Festival
- La Réunion :
  - Festival international du film des droits de l'homme de La Réunion
  - Festival du film de La Réunion
  - Festival international de cinéma jeune public de la ville de Saint-Pierre
- La Rochelle :
  - Festival international du film de La Rochelle
  - FestiPREV, Festival international du film de prévention citoyenneté jeunesse
  - Festival du film d'aventure
  - Festival du film éco-citoyen Écran vert
  - Sunny Side of the Dock, festival du film documentaire
- La Roche-sur-Yon : Festival international du film de La Roche-Sur-Yon
- Lagny-sur-Marne : Festival international du film de Grand Reportage (n'existe plus)
- Lans-en-Vercors : Festival Jeunes Bobines
- Laon : Festival international de cinéma ciné-jeune de l'Aisne
- Lasalle : Festival du film documentaire de Lasalle : Champ-Contrechamp
- Le Croisic : Festival du film du Croisic
- Le Havre : Ciné Salé, Festival international de film de mer et de marins
- Le Teil : Festival de cinéma Regards au féminin
- Les Arcs: Les Arcs Film Festival
- Lille :
  - Festival du cinéma européen de Lille
  - Festival CineComedies
  - Festival international du film indépendant de Lille
  - Fête de l'Animation
  - Nos désirs sont désordres, festival de films libres de critique social
- L'Isle-Adam : Festival Val d'Oise du Court
- Luchon : Festival des créations télévisuelles de Luchon
- Lunel : Festival méditerranéen Traversées
- Lussas : États généraux du film documentaire
- Lyon :
  - Les Inattendus, festival de films (très) indépendants, depuis 1997
  - Cinémas du Sud, festival de films du Maghreb et du Moyen-Orient, depuis 2000
  - Documental, l'Amérique latine en documentaires, en novembre depuis 2007[6]
  - Hallucinations collectives (anciennement Étrange Festival Lyon), festival de films étranges et surprenants, depuis 2008
  - Festival Lumière en octobre, depuis 2009
  - Écrans Mixtes, festival du film LGBT de Lyon sur 9 jours en mars, depuis 2011
  - Festival du cinéma chinois en France (FCCF), 2011-2019
  - Quais du départ, festival de films sur le voyage, depuis 2012
  - Les Intergalactiques de Lyon, festival de science-fiction, depuis 2012
  - Festival Sport, Littérature et Cinéma, depuis 2014
  - Que du Feu, festival du film émergent de Lyon et sa métropole (ex : Festival du Film Jeune de Lyon), en novembre depuis 2016
  - Les Mauvais Gones, festival de films de gangsters, en avril depuis 2017[7]
  - Filmoramax festival international du film court en octobre, depuis 2019
  - Festival cinémas et cultures d'Asie Asiexpo
  - Kino Polska, festival de films polonais
  - On Vous Ment, Festival Documenteur
- Mâcon :
  - Festival du film de voyage et d'aventure Périples&Cie
  - Festival Effervescence
- Maisons-Laffitte : Festival de films courts de Maisons-Laffitte
- Mamers : Festival de films européens Mamers en mars
- Marseille :
  - FIDMarseille
  - CineHorizontes : Festival de cinéma espagnol de Marseille
  - Rencontres internationales des cinémas arabes
  - Festival images contres nature, festival international de vidéo expérimentale
  - Festival international du cinéma libre (en alternance une année sur deux avec Hambourg en Allemagne)
  - PriMed : Prix international du documentaire et du reportage méditerranéen
  - Cinéstival
  - Printemps du Film Engagé
- Marcigny : Marcynéma ou Les rencontres cinéma de Marcigny
- Mayenne : Festival Reflets du cinéma
- Mellionnec : Rencontres du film documentaire de Mellionnec
- Ménigoute : Festival International du Film Ornithologique
- Metz :
  - Festival du film subversif de Metz
  - Festival du film d'animation de Metz
  - Festival Cinématerre
- Meudon : Festival du court métrage d'humour
- Meyzieu : Panorama du cinéma européen
- Montagne en Scène, festival itinérant
- Montélimar : De l'écrit à l'écran, festival de cinéma sur le thème de l'adaptation d’œuvres littéraires au cinéma
- Montpellier :
  - Fest'Afilm, Festival international du film lusophone et francophone
  - Cinemed, Festival du cinéma méditerranéen de Montpellier
- Moret-Loing-et-Orvanne : Festival Paradisio Festival de cinéma de patrimoine
- Mouans-Sartoux : Festival cinéma brut (festival du film non produit)
- Moulins : Festival Jean Carmet
- Moussages : Festival Moussages fait son cinéma
- Muret : Festival du film de Muret
- Nancy :
  - Festival international du film de Nancy
  - Festival de la Petite école du film court
  - Festival du film de chercheur - Festival de promotion de films scientifiques
- Nantes :
  - Festival de l'absurde séance
  - Festival Eidos du film environnement et développement durable
  - Festival des 3 Continents
  - Festival Univerciné allemand
  - Festival Univerciné britannique
  - Festival Univerciné "à l'est"
  - Festival Univerciné italien
  - Festival du cinéma espagnol de Nantes (FCEN)
  - Festival international du film des droits de l'homme de Nantes
  - Festival Cinépride (LGBT)
- Nice :
  - Rencontres cinématographiques In&Out
  - Samain du cinéma fantastique
  - Festival du cinéma russe à Nice
  - Les journées du cinéma italien
  - Un Festival C'est Trop Court !
  - Festival international d'art vidéo OVNi
- Nîmes :
  - Un réalisateur dans la ville
  - Festival écrans britanniques - British Screen
- Noisy-le-Grand : Festival des Chemins de Traverse
- Noisy-le-Sec : Festival du Film Franco-arabe
- Nouvelle-Calédonie :
  - La Foa : Festival de La Foa
  - Poindimié : Festival international du cinéma des peuples - Anûû rû Âboro
- Oloron-Sainte-Marie : Festival du film web amateur

## Paris
- Paris Virtual Film Festival
- Champs-Élysées Film Festival
- Paris In The Dark
- Czech-In Film Festival (Festival du film tchèque et slovaque à Paris)
- Semaine du cinéma du Québec
- Le Temps Presse, Festival international de cinéma engagé et citoyen
- Cinéma au clair de lune
- Giallo International Film Festival (Cinéma de genre)
- Cinéma du réel - Festival du film documentaire
- Festival Cinéma et droits humains, organisé par Amnesty International Paris
- L'Étrange Festival
- Festival de cinéma en plein air de Paris la Villette
- Festival des cinémas différents et expérimentaux de Paris
- Chéries-Chéris, festival de films gays, lesbiens, trans et ++++ de Paris
- Festival international du film lesbien et féministe de Paris
- Dau'film Festival : Festival de cinéma au sein de l’université Paris-Dauphine
- Festival Brésil en Mouvements (films documentaires sur le Brésil)
- Festival du Film de Paris (en), actif de 1986 à 2002, exploité en tant que Festival du film de Paris - Ile-de-France jusqu'à 2007.
- Festival des Busters
- Festival de Cinéma Latino-américain de Paris[8]
- Festival du cinéma japonais contemporain Kinotayo
- Festival de l'Europe autour de l'Europe
- Festival du film kazakhstanais
- Festival du film musical de paris, par David Serero
- Festival du film russe de Paris ("Quand les Russes" organisé par l'Association "Rivages Russie Événements")[9]
- Le Festival du Nouveau Film Russe: Festival du printemps russe - Vesna
- Festival du film coréen à Paris
- Festival Hors pistes au Centre Pompidou
- Festival international du film des droits de l'homme de Paris
- Festival international du film fantastique et de science-fiction de Paris 1973-1989
- Festival International Jean Rouch
- Festival Jules Verne
- Festival des nouveaux cinémas, festival international des cinémas numériques
- Festival Paris Cinéma
- Festival Projection Transition
- Festival Prototype Vidéo
- Festival Silhouette
- Mon premier Festival - Festival de cinéma jeune public de Paris
- Musique à l'image - Audi Talents Awards
- Nikon Film Festival (depuis 2011)
- NollywoodWeek Paris - Festival du cinéma Nigérian
- Paris International Fantastic Film Festival - Festival international du film fantastique de Paris
- Paris Underground Festival
- Les Rencontres internationales Paris/Berlin
- Semaine du cinéma russe, anciennement appelé Festival Paris-Art-Moscou
- La Semaine du cinéma à Sciences Po
- Soirées du cinéma ukrainien
- Festival du cinéma chinois indépendant
- Festival du cinéma chinois de Paris (FCCP)
- Festival du cinéma chinois en France (FCCF)
- Panorama du cinéma chinois de Paris
- Le Marais Film Festival
- Le Mobile Film Festival
- Festival du film d'animation de Paris, organisé par Croq'Anime
- Festival international du cinéma iranien en exil à Paris, organisé par l'association Art en exil
- Festival international du film d'environnement de Paris
- Festival international du documentaire émergent (Fidé)
- Festival de Rome à Paris – Rencontres du Cinéma Italien[10]
- Rendez-vous du cinéma français
- Festival international de grand format de la Géode
- Festival Silhouette de Paris
- Pariscience, festival international du film scientifique de Paris
- Festival Second Square, Imag(in)é
- Comic-Con de Paris, festival de la pop culture
- Festival Regards sur le cinéma du monde (depuis 2015)

## P - Z
- Pantin : Festival Côté court de Pantin
- Pau: Festival international du film de Pau
- Pauillac : Festival du film de Pauillac appelé aussi « Vendanges du 7e Art »
- Perpignan : Festival Confrontation (de l'Institut Jean Vigo - Cinémathèque euro-régionale)
- Pessac : Festival international du film d'histoire
- Pézenas : Rencontre cinématographique de Pézenas
- Pierrelatte : Enfance et cinéma
- Plaisance-du-Touch : Festival international du film de fiction historique
- Poitiers :
  - Poitiers Film Festival
  - Festival Filmer le travail
- Pontarlier :
  - Festival international de cinéma d'animation
  - Rencontres internationales de cinéma d'automne
- Port Leucate : Voix d'étoiles - festival international des voix du cinéma d'animation
- Prades : Festival international des ciné-rencontres
- Provence (haut var) : Festival du Cinéma de Provence
- Quend-Plage-les-Pins (Somme) : Festival du film grolandais
- Reims Polar
- Rémalard-en-Perche : Festival Jeunesse Tout Court
- Rennes :
  - Festival Caméras Rebelles
  - Festival Travelling
  - Festival Court Métrange - festival international du court métrage fantastique, étrange et insolite
  - Festival d'animation
  - Festival 7e lune
  - Festival Made in China
  - Festival Ré·Elles (anciennement Docs au Féminin)
  - Festival Des Histoires
  - Festival Images de Justice
- Rennes-le-Château :
  - Festival du film insolite de Rennes-le-Château
- Rochefort : Festival Rochefort Pacifique Cinéma & Littérature
- Rouen :
  - Festival du cinéma nordique (disparu)
  - Festival  Elles font leur cinéma
  - Festival Regards sur le cinéma du monde de Rouen (jusqu'en 2014, à Paris à partir de 2015)
  - Festival À l'Est du nouveau, films d'Europe centrale et orientale
- Romorantin-Lanthenay : Festival du making-of
- Rueil-Malmaison : Festival du film d'aujourd'hui
- Saint-Amour (Jura) : Festival du film d'amour
- Sain-Bel : Festival du film rhônalpin
- Saint-Ciers-sur-Gironde : Festival "Wine & Movies" festival du film sur la vigne et le vin
- Saint-Cloud : Unifive Awards
- Sainte-Foy-lès-Lyon : biennale Caravane des Cinémas d'Afrique, depuis 1991
- Saint-Étienne :
  - Face à face, festival du film gay et lesbien de Saint-Étienne
  - Curieux Voyageurs - Festival du film documentaire de voyage
- Saint-Germain-de-Salles : Festival international de films indépendants de Saint-Germain de Salles
- Saint-Gervais-les-Bains : Festival international du film sur les glaciers et l'eau
- Saint-Jean-de-Luz : Festival international du film.
- Saint-Laurent-du-Maroni : FIFAC
- Sainte-Livrade-sur-Lot : Festival du film cinéma d'ici et d'ailleurs
- Saint-Malo : Festival Regards croisés « Métiers et handicap », fondé par l'association L'Hippocampe en 2009 à Nîmes ; depuis 2017, a lieu à Saint-Malo
- Saint Mitre les remparts: (IIFF SMR13) Festival International du Film Indépendant SMR13.
- Saint-Ouen : Fidé - Festival international du documentaire étudiant
- Saint-Paul-Trois-Châteaux : Festival du film
- Saint-Quentin : Festival international ciné-jeune de l'Aisne
- Saint-Tropez : Rencontres internationales du cinéma des Antipodes - festival de films australiens et néo-zélandais.
- Sainte-Maxime : Festival international du film d'horreur de Sainte-Maxime
- Salon-de-Provence :
  - Festival des rencontres cinématographiques de Salon-de-Provence
  - Festival international du film des droits de l'homme à Salon-de-Provence
- Sarlat : Festival du film de Sarlat
- Sète : Cinéma de la Mer, depuis 2020[11]
- Strasbourg :
  - Festival Augenblick
  - L'Étrange Festival Strasbourg
  - Festival européen du film fantastique de Strasbourg
  - Festival international du film des droits de l'homme de Strasbourg
  - Festival de films coréens de Strasbourg
  - Ose ce court, festival de courts métrages
- Festival Télérama organisé par Télérama : dans toute la France
- Thionville : Festival de films documentaires « Le Réel en vue »
- Thônes :
  - Festival international du film à la con
  - Rencontres du film des résistances
- Toulon : Festival international du film maritime, d'exploration et d'environnement
- Toulouse :
  - Cinémathèque de Toulouse : « Zoom arrière » (de 2006 à 2016), remplacé en 2017 par « Histoires de cinéma »
  - Rencontres Internationales Traverse
  - Festival peuples et musiques au cinéma
  - Festival du cinéma chinois en France (FCCF)
  - Cinespaña
  - Grindhouse Paradise  (Festival du Film Fantastique de Toulouse)
  - Festival Africlap, Festival des cinémas d'Afrique de Toulouse depuis 2014.
  - Festival international du film grolandais de Toulouse (FIFIGROT)[12]
  - Festival du film latino-américain de Toulouse (es)
  - Festival du film marocain de Toulouse « Cinémédina »
  - Festival FReDD Film Recherche et développement durable
  - Rencontres du cinéma italien de Toulouse
  - Cinélatino, Rencontres de Toulouse
  - Festival international du film des droits de l'homme de Toulouse
  - Festival des cinémas indiens de Toulouse / Toulouse Indian Film Festival
  - AIRCHEO - Festival du film archéologique de Toulouse
- Tours :
  - Festival Désir... Désirs
  - Viva il cinema ! - Festival du cinéma italien contemporain de Tours
  - Festival international de cinéma asiatique de Tours
  - La Nuit des studios
- Le Touquet-Paris-Plage : Festival international du grand reportage d'actualité (FIGRA)
- Tremblay-en-France : Terra di cinema, festival du film italien
- Trouville-sur-Mer :
  - Festival international du film culte
  - Festival Off-Courts
- Troyes
  - Festival Court en Scène
  - Festival Première Marche: festival des jeunes talents du cinéma
- Val-de-Marne : Festival ciné junior
- Val d'Isère : Festival international du film aventure et découverte
- Valence :
  - Valence Scénario, festival international des scénaristes de Valence
  - Festival d'un jour
- Valenciennes : Festival 2 Valenciennes
- Vaulx-en-Velin : Festival du film court francophone Un poing c'est court]
- Vebron : Festival international du film de Vébron
- Vence : Rencontres cinématographiques - Culture & Cinéma
- Vendôme : Festival du film de Vendôme
- Vernon et Giverny : La Normandie et le Monde, festival international de cinéma de Vernon
- Versailles :
  - Festival du cinéma chinois en France (FCCF)
  - Festival de cinéma des alternatives
- Vesoul : Festival international des cinémas d'Asie
- Villandraut : Festival « Sous les projecteurs »
- Ville-sur-Yron : Festival international du film documentaire sur la ruralité de Ville-sur-Yron
- Villerupt : 
  - Festival du film italien de Villerupt
  - Festival du court métrage de la Grande région Boîtes à images
- Villeurbanne :
  - Festival Les Reflets du cinéma ibérique et latino-américain de Villeurbanne
  - Ciné O'Clock
  - Festival du film court
- Vincennes Vincennes film festival : Au dela de l'écran
- Visan : Festival de cinéma en plein air de Visan
- Vitré : Festival de Cinéma iranien de Vitré (Nouvelles Images d'Iran) : En juillet 2019, le journal Ouest France a annoncé que le premier festival de cinéma iranien de France intitulé « Nouvelles Images d’Iran » sera organisé dans la ville de Vitré (en Bretagne) à l’initiative du Centre Franco-Iranien, en partenariat avec Roland Garreau (spécialiste du cinéma), avec la Mairie de Vitré, et la Maison des Cultures du Monde.
- Voiron :
  - Festival du cinéma italien
  - Journées du cinéma allemand